# Луїс Гарсія (футболіст, 1972)
Луїс Гарсія Пласа (ісп. Luis García Plaza, нар. 1 грудня 1972) — іспанський футбольний тренер, у минулому професійний футболіст, який грав на позиції центрального захисника.

## Клубна кар’єра
Гарсія народився в Мадриді і завершив свою футбольну освіту в академії «Атлетіко Мадрид». Після трьох сезонів у складі резервної команди «Атлетіко» він перейшов до «Єклано», де грав разом із Хосе Луїсом Ольтрою та Пауліно.
Залишаючись у межах Мадридської спільноти, Гарсія представляв «Райо Вальєкано Б», а єдиний сезон у клубі завершив в оренді в «Талавері». У 1996 році він підписав контракт із «Бенідормом», де провів чотири роки в провінції Аліканте. У 2000 році, у віці 27 років, Гарсія був змушений завершити кар’єру через травму. За свою кар’єру він не грав вище рівня Сегунда Дивізіон B.

## Тренерська кар’єра
Гарсія розпочав тренерську діяльність у 2001 році з аматорського клубу «Алтеа». Через два роки він перейшов до іншого клубу Валенсійської спільноти — «Вільяхойоса», який виступав у третьому дивізіоні, де також пропрацював два роки.
У сезоні 2005–06, після короткого повернення до «Алтеа», Гарсія очолив резервну команду «Вільярреала», привівши її до чемпіонства в Терсері, хоча команда не здобула підвищення у плей-оф. Після цього він підписав контракт із «Ельче» у Сегунді, але був звільнений 7 січня 2007 року після нічиєї 1:1 удома проти Кадіса (команда зрештою зберегла місце в лізі).
Після року в «Бенідормі», Гарсія очолив «Леванте», повернувши команду до Ла Ліги після трирічної відсутності у своєму другому сезоні. У наступному сезоні він привів команду до 14-го місця, зокрема здобувши домашню перемогу 2:0 над «Атлетіко Мадрид» та домашні нічиї з Реал Мадрид (0:0) і Барселоною (1:1).
8 червня 2011 року Гарсія підписав трирічний контракт із «Хетафе». У дебютному сезоні він привів команду до 11-го місця, а в наступному — до 10-го. Його звільнили 10 березня 2014 року після того, як «Хетафе» здобув лише чотири нічиї в 12 матчах сезону.
У наступні два сезони Гарсія працював у чемпіонаті ОАЕ з клубом «Баніяс». У червні 2017 року його призначили тренером клубу Першої ліги Китаю «Бейцзін Женьхе» на п’ятимісячний контракт. У першому сезоні він вивів команду до Суперліги, здобувши 13 перемог, дві нічиї та три поразки; 9 листопада контракт було продовжено.
Гарсія повернувся до «Вільярреала» 10 грудня 2018 року, замінивши звільненого Хав’єра Кальєху. Через місяць, не здобувши жодної перемоги в лізі, його також звільнили.
9 липня 2019 року Гарсія повернувся до «Бейцзін Женьхе» після відставки Александара Станоєвича. Він покинув клуб 18 листопада після вильоту команди, не вигравши жодного з 11 матчів і зігравши двічі внічию. До кінця року він очолив «Аль-Шабаб», який посідав дев’яте місце в Професійній лізі Саудівської Аравії.
6 серпня 2020 року Гарсія замінив Вісенте Морено, який перейшов до «Еспаньйола», на посаді тренера «Мальорки» у Сегунді. У дебютному сезоні він здобув підвищення, посівши друге місце. 22 березня 2022 року, коли клуб перебував у зоні вильоту, його звільнили.
23 травня 2022 року Гарсію призначили тренером «Алавеса» у Сегунді на однорічний контракт. У першому сезоні він здобув підвищення через плей-оф, а в наступному сезоні забезпечив збереження місця в лізі за чотири тури до кінця.
2 грудня 2024 року Гарсію звільнили з посади тренера «Алавеса».

## Статистика тренерської кар’єри
Станом на матч зіграний 30 листопада 2024
| Команда        | Країна            | З              | По                | Статистика | Статистика | Статистика | Статистика | Статистика | Статистика | Статистика | Статистика | Прим.  |
| Команда        | Країна            | З              | По                | М          | В          | Н          | П          | ГЗ         | ГП         | РГ         | Відс.      | Прим.  |
| -------------- | ----------------- | -------------- | ----------------- | ---------- | ---------- | ---------- | ---------- | ---------- | ---------- | ---------- | ---------- | ------ |
| Алтеа          | Іспанія           | 1 липня 2001   | 30 червня 2003    | 68         | 35         | 22         | 11         | 111        | 56         | +55        | 51,47      | [ 30 ] |
| Вільяхойоса    | Іспанія           | 30 червня 2003 | 30 травня 2005    | 76         | 31         | 16         | 29         | 80         | 82         | −2         | 40,79      |        |
| Алтеа          | Іспанія           | 30 травня 2005 | 30 травня 2005    | 0          | 0          | 0          | 0          | 0          | 0          | +0         | —          |        |
| Вільярреал Б   | Іспанія           | 30 травня 2005 | 1 липня 2006      | 46         | 32         | 11         | 3          | 86         | 26         | +60        | 69,57      | [ 31 ] |
| Ельче          | Іспанія           | 1 липня 2006   | 7 січня 2007      | 21         | 5          | 7          | 9          | 21         | 27         | −6         | 23,81      |        |
| Бенідорм       | Іспанія           | 1 липня 2007   | 19 липня 2008     | 40         | 16         | 12         | 12         | 44         | 41         | +3         | 40,00      |        |
| Леванте        | Іспанія           | 20 липня 2008  | 7 червня 2011     | 128        | 51         | 34         | 43         | 170        | 170        | +0         | 39,84      |        |
| Хетафе         | Іспанія           | 8 червня 2011  | 10 березня 2014   | 113        | 34         | 29         | 50         | 117        | 164        | −47        | 30,09      |        |
| Баніяс         | ОАЕ               | 10 липня 2014  | 18 березня 2016   | 63         | 22         | 19         | 22         | 95         | 85         | +10        | 34,92      | [ 32 ] |
| Бейцзін Женьхе | КНР               | 8 червня 2017  | 10 грудня 2018    | 50         | 22         | 14         | 14         | 67         | 61         | +6         | 44,00      |        |
| Вільярреал     | Іспанія           | 10 грудня 2018 | 29 січня 2019     | 9          | 1          | 5          | 3          | 11         | 15         | −4         | 11,11      |        |
| Бейцзін Женьхе | КНР               | 9 липня 2019   | 12 листопада 2019 | 11         | 0          | 2          | 9          | 9          | 27         | −18        | 00.00      |        |
| Аль-Шабаб      | Саудівська Аравія | 12 грудня 2019 | 18 липня 2020     | 13         | 7          | 1          | 5          | 22         | 17         | +5         | 53,85      |        |
| Мальорка       | Іспанія           | 6 серпня 2020  | 22 березня 2022   | 78         | 35         | 19         | 24         | 95         | 82         | +13        | 44,87      |        |
| Алавес         | Іспанія           | 23 травня 2022 | 2 грудня 2024     | 108        | 44         | 28         | 36         | 119        | 108        | +11        | 40,74      |        |
| Загалом        | Загалом           | Загалом        | Загалом           | 824        | 335        | 219        | 270        | 1047       | 961        | —          | 40,66      | —      |